# Paramurosternum pictum
Paramurosternum pictum – gatunek chrząszcza z rodziny kózkowatych i podrodziny zgrzypikowych. Jedyny przedstawiciel rodzaju Paramurosternum.

## Zasięg występowania
Afryka Wschodnia, występuje w Tanzanii.